# Ala rotante
Un'ala rotante può essere un rotore o un'ala che ruota per creare una portanza aerodinamica. Generalmente il rotore può ruotare sul suo asse allineato verticalmente al baricentro del velivolo o a rotori trasversali. Le diverse varianti hanno portato alla realizzazione di velivoli, ma solo il montaggio verticale aerogiro è diventata di uso comune come nell'elicottero.
Alcuni tipi di ala rotante permettono la portanza da velocità zero rispetto alla velocità dell'aria, permettendo il decollo e l'atterraggio verticale (VTOL), come nel caso dell'elicottero. Altri, devono avere una velocità relativa rispetto all'aria come nel caso dei velivoli ad ala fissa o come nell'autogiro.

## Tipi di ala rotante
Per creare portanza vennero creati diversi sistemi che possono essere classificati in:
Asse verticale
- Ali rotanti convenzionali come aerogiro.

Rotori contrapposti orizzontalmente
- Ala rotante: un cilindro rotante che crea portanza principale.
- Effetto Magnus
  - Rotore Flettner, con cilindro liscio.
  - Rotore Thom, con cilindro e lamelle.
- Rotore cicloidale o propulsore Voith Schneider come nel ciclogiro.
- Cross-flow fan: a slatted cylindrical fan in a shaped duct.

Asse orizzontale longitudinale
- Rotore portante: un rotore che crea portanza con variazione di passo ciclico.
  - Ala autopropulsa o rotore radiale portante: elica o rotore con rotazione che crea una portanza.
  - Elica radiale portante con passo ciclico: elica capace di creare un effetto portante laterale.

## Ala rotante convenzionale
Gli aerogiri convenzionali hanno un rotore verticale come l'elicottero e l'autogiro. Esistono poi l'elicoplano, e il tipo a rotore fisso come nel Sikorsky S-72.

## Rotore Magnus
Mediante un corpo che ruota sul proprio asse e sfrutta l'effetto Magnus. Non necessariamente il corpo deve avere forma cilindrica.

### Rotore Flettner
Fondamentalmente un rotore Magnus con dischi alle estremità. L'esempio il velivolo Plymouth A-A-2004 idrovolante del 1924.

## Turboala
La Turboala (FanWing) è fondamentalmente una turbina che funge da ala portante, mediante la rotazione della stessa e il controllo della portanza delle pale.

## Rotori radiali portanti
Durante la seconda guerra mondiale la Focke-Wulf propose il Focke-Wulf Triebflügel.
Alcuni anni più tardi fu la volta del Vought XF5U (disco volante).